# Головченко, Владимир Иванович
Владимир Иванович Головченко (2 марта 1962, с. Каменные Потоки, Кременчугский район, Полтавская область, УССР, СССР — 19 мая 2017, Киев) — украинский историк, политолог, международник. Сфера научных интересов: история украинской дипломатии, политической мысли, общественных движений и политических партий (в частности, украинской социал-демократии начала XX века — РУП и УСДРП); международные отношения в Азиатско-Тихоокеанском регионе; новая и новейшая история, политические системы и развитие стран Азии, Африки и Латинской Америки. Кандидат исторических наук (1993), доктор политических наук (1998), профессор (2002).

## Биография
Родился в с. Каменные Потоки Кременчугского района Полтавской области. Окончил с отличием исторический факультет Киевского государственного университета им. Т. Г. Шевченко по специальности «история» (1979—1984). В 1984—1988 гг. находился на действительной службе во Внутренних войсках МВД СССР (командир взвода (1984—1987), помощник начальника штаба (1987—1988) воинской части 7454).
В 1988—1991 гг. был учителем истории и обществоведения СШ № 68 г. Харьков. В 1991—1993 гг. учился в аспирантуре кафедры истории Украины Харьковского государственного педагогического института им. Г. С. Сковороды. В 1993—1995 гг. — ассистент кафедры политической истории Украины Национальной юридической академии имени Ярослава Мудрого (г. Харьков). В 1995—2001 гг. работал в Харьковском институте Военно-воздушных сил Украины: доцент (1995—1996), профессор (1996—2001) кафедры украиноведения.
С 2001 г. — профессор Института международных отношений Киевского национального университета имени Тараса Шевченко (вначале на кафедре страноведения, затем на кафедре международных организаций и внешней политики). С 2012 г. — старший научный сотрудник Института международных отношений Киевского национального университета имени Тараса Шевченко.
В 1993 г. защитил диссертацию «Истоки и становление украинской социал-демократии (1896—1907 гг.)» на соискание ученой степени кандидата исторических наук по специальности 07.00.01 — «История общественных движений и политических партий». В 1998 г. защитил докторскую диссертацию «Идейное становление украинской социал-демократии и эволюция ее взглядов на пути и перспективы освободительной борьбы (конец XIX-начало XX в.)» по специальности 23.00.01 — «Теория и история политической науки». На основе кандидатской диссертации вышла монография «Від „Самостійної України“ до Союзу визволення України: Нариси з історії української соціал-демократії початку XX ст.».
Был членом диссертационного совета Д 26.001.29 по специальности 23.00.04 — «Политические проблемы международных систем и глобального развития», Институт международных отношений КНУ; участвовал в работе в 2001—2004 гг. диссертационного совета Д 26.001.34 — специальность 10.01.08 «Журналистика» и специальности 23.00.03 — «Политическая культура и идеология». В 2004—2013 гг. — Д 26.001.36 по специальности 23.00.03 — «Политическая культура и идеология», Институт журналистики КНУ.

## Научный вклад и труды
Автор более 210 публикаций, в том числе более 12 монографий, 8 учебников и 17 учебных пособий (преимущественно в соавторстве). Автор первых на Украине учебников по дипломатической истории Украины; ввел соответствующий курс обучения в вузах Украины. Член редколлегий и автор статей научного ежегодника «Украина дипломатическая», журнала «Память веков», «Украинской дипломатической энциклопедии» (2004—2013 гг.) и «Политической энциклопедии» (2012 г.). Научные интересы, помимо смежных с диссертационной темой (история Украины начала XX века), включали страноведение и международные отношения, новую и новейшую историю регионов Азии, Африки, Латинской Америки и Океании.

## Признание
Награжден юбилейной медалью «70 лет Вооружённых Сил СССР» (1988), памятной медалью Института международных отношений Киевского национального университета имени Тараса Шевченко (2004), орденом Святого Равноапостольного князя Владимира Великого III степени (2009), медалью Украинского фонда культуры «За высокий профессионализм» (2010) и почетной грамотой МИД Украины (2009). Государственная премия Украины в области науки и техники (2012).